# Bayern Autogroup
Bayern Autogroup A/S er en dansk BMW-bilforhandler- og autoværkstedskæde. Virksomheden har hovedkvarter i Kolding, hvor den blev etableret af Nic. Christiansen Gruppen i 2001. Bayern Autogroup har 7 afdelinger i: Odense, Kolding, Esbjerg, Horsens, Aarhus, Holstebro og Aalborg. Virksomheden har 200 ansatte og en årsomsætning på ca. 1,7 mia. kroner.